# Проводници на електричество (физика)
 Тази статия е за материалите проводници на електричество.  За промишлените изделия използвани за свързване на електрически и електронни елементи вижте Проводник.  
Проводници на електричество са материали, които притежават качеството да провеждат електрически ток. За тях е популярно наименованието проводници. Електрическият ток е физически процес, при който се осъществява насочено преместване на заредени частици. Различават се три вида електричен ток – ток на проводимост (електроните в металите, йоните в електролита), ток от заредени частици (в осцилоскопи, ускорители) и конвекционен ток при преместване на заредени тела и маси.  Разнообразието на видовете ток се предопределя от различната структура на проводящата среда. Проводници на електричеството са твърди тела и течности, а при определени условия и газове. Твърдите добри проводящи материали на ток на проводимост са различни метали и сплави. Към тези материали може да се отнесат и групата въгленови изделия (графит), които в различни технически средства също се използват като проводници на електрическия ток. Течните проводящи материали са металите в разтопено състояние, живака и електролитите. Газовата среда също позволява протичането на електрически ток при емитиране на електрони в електронните лампи или емитиране, насочване и ускоряване на потока от електрони в електронно-лъчевите тръби. 

## Основни физически свойства на проводниковите материали
- специфично съпротивление – определя се от съпротивлението за единица обем при определена форма на проводника.

{\displaystyle \rho =R{\frac {S}{L}}}, измервано с единицата {\displaystyle \Omega \ m}, където
{\displaystyle R} е общото съпротивление на проводника,

{\displaystyle S} е сечението в m2, 

{\displaystyle L} е дължината в m.
- температурен коефициент на съпротивлението
- електропроводимост-способност на проводниците да провеждат електричесскки ток. Измервателна единица за електропроводимост е сименс;

{\displaystyle \sigma ={\frac {1}{\rho }}}
- топлинопроводимост;
- контактна потенциална разлика;
- температурен коефициент на линейно разширяване;

## Същност на електропроводимостта
Веществата, в които има движещи се свободно заредени частици, наричани още свободни заряди, са проводници на електрически ток. При приложено електрическо поле върху проводник протича електричен ток. Полето действа върху свободните електрични заряди на проводника и свободните заряди започват да се движат – свободните положителни заряди се движат по посока на интензитета на електричното поле, а отрицателните – в противоположна посока. Възникващото по този начин насочено движение на заряди е електричен ток на проводимост.
В най-общия случай в повечето от проводниците (особено тези с активно съпротивление}, плътността на тока е векторна величина във всяка произволно избрана точка от обема. Пропорционална е на интензитета на полето и се дава със следната формула:
{\displaystyle {\vec {j}}=\sigma {\vec {E}}}
където {\displaystyle {\vec {j}}} е плътността на тока, {\displaystyle {\vec {E}}} – електрическото поле и {\displaystyle \ \sigma } – специфичната електрическа проводимост на средата в разглежданата точка. 
Така изразената зависимост за плътността на тока се нарича локален закон на Ом и е еквивалентен на закона на Ом за електрическата верига
{\displaystyle u=Ri}

## Класификация според проводимостта на електротехническите материали
В най-общ вид класифицирането на електротехническите материали по отношение на проводимостта на електрически ток са:
- материали с голяма проводимост – сребро (най-ниско специфично съпротивление {\displaystyle \rho } = 0,0162.10-6{\displaystyle \Omega \ m} и температура на топене 960 0С)[5]

, мед, месинг, бронз, алуминий, стомана, олово, биметални проводници, калай, волфрам, молибден, паладий, живак, никел;
- материали с голямо съпротивление – манганин /сплав от мед с манган/, константан /сплав от мед и никел/, нихром /сплав от никел и хром/ (специфично съпротивление {\displaystyle \rho } = 1,0 – 1,2 .10-6{\displaystyle \Omega \ m} и гранична допустима работна температура 1000 – 1100 0С)[6], хром-алуминиеви сплави;
- електровъгленови изделия – получават се посредством смесването на графит, сажди или антрацит със свързващо вещество и изпичането им;

## Видове електротехнически материали
В най-общ вид основата за класифициране на електротехническите материали, са свойствата им по отношение на електрическото и магнитното поле. В зависимост от това материалите използвани в електротехниката и електрониката се разделят на:
- проводникови;
- полупроводникови;
- електроизолационни /диелектрици/;
- магнитни.

Проводникови материали:
- Металите – добрата проводимост на металите е наличието на свободни електрони, които се движат между възлите на кристалната решетка – състояние, наричано електронен газ.
- Електролитите – са течности, в които има положителни и отрицателни йони. Електролитите са разтворите на соли, киселини и основи и някои разтопени (при висока температура) соли.
- Плазмата – в плазмата свободните заряди са йони и електрони.
Полупроводникови материали – това са твърди вещества, в които собствената проводимост се подобрява с внасянето на примеси и с това се нарушава решетъчния строеж на кристала. В зависимост от валентността на примесите, с които се дотира полупроводника (с тривалентни или петвалентни атоми), има полупроводникови материали с „дупчеста“ и с „електронна“ проводимост. Примесите създават условия електрони да „прескачат“ от един атом на друг съседен атом и така да играят роля на свободни отрицателни заряди. Атомите, от които се откъсват електрони, остават с некомпенсиран положителен заряд. Тези атоми, наричани „дупки“, играят роля на свободни положителни заряди, защото когато върху дупка прескочи електрон от някой съседен атом, носител на некомпенсиран положителен заряд става другият съседен атом и дупката сякаш се движи.
Електроизолационни материали (диелектрици) или изолатори са веществата, в структурата на които няма свободни електрични заряди. Диелектриците са изградени от електрически неутрални молекули или атоми, или от йони разположени неподвижно във възлите на кристална решетка. В постоянно електрично поле в диелектриците не възниква ток на проводимост, защото намиращите се в тях частици с електричен заряд – електрони и йони не могат да се движат свободно. Електричното поле, все пак, действа на електроните и йоните в диелектрика и те променят положението си в пространството, но само на разстояния по-малки от размерите на молекулите и разстоянията между възлите на кристалната решетка. Това разместване на заредените частици на диелектриците под действие на електрично поле се нарича поляризация на диелектриците. Поляризацията възниква под действие на електрично поле, но след премахване на това поле поради топлинното движение на частиците, електроните и йоните се връщат обратно и поляризацията се разрушава – диелектрика се деполяризира. При поляризация и деполяризация за кратко време има насочено движение на електрични заряди – електричен ток, който се нарича съответно ток на поляризация и ток на деполяризация на диелектрика. 
Магнитни материали. Те запазват придобити магнитни свойства в различна степен, провеждат добре магнитните силови линии и с това създават условия за трансформациите присъщи за електромагнитното поле. Използваните в електротехниката магнитни материали притежават голяма магнитна проницаемост, малък или значителен коерцитивен интензитет, голямо електрическо съпротивление и малки загуби от хистерезис. В зависимост от магнитните си качества биват:
- магнитно меки – притежават голяма магнитна проницаемост, малък коерцитивен интензитет и малки загуби от хистерезис. Към тези материали се отнасят електролитното желязо, карбонилното желязо, електротехническата стомана, желязно-никеловите сплави, магнитодиелектриците, феритите.

- магнитно твърди материали. Характеризират се с голям коерцитивен интензитет и максимални магнитна енергия. Използват се за производство на постоянни магнити. За тези цели се използват закалена въглеродна стомана, сплавите от метали с наименованията ални, алниси, алнико, магнико, кониал, кониалти, оксидни материали известни с наименованието ферокс-бф.

Магнитните материали намират приложение при производството на електротехнически апарати и машини, за вграждане във високочестотни вериги на радиотехнически, комуникационни и други електронни технически средства. 